# N. Robin Crossby

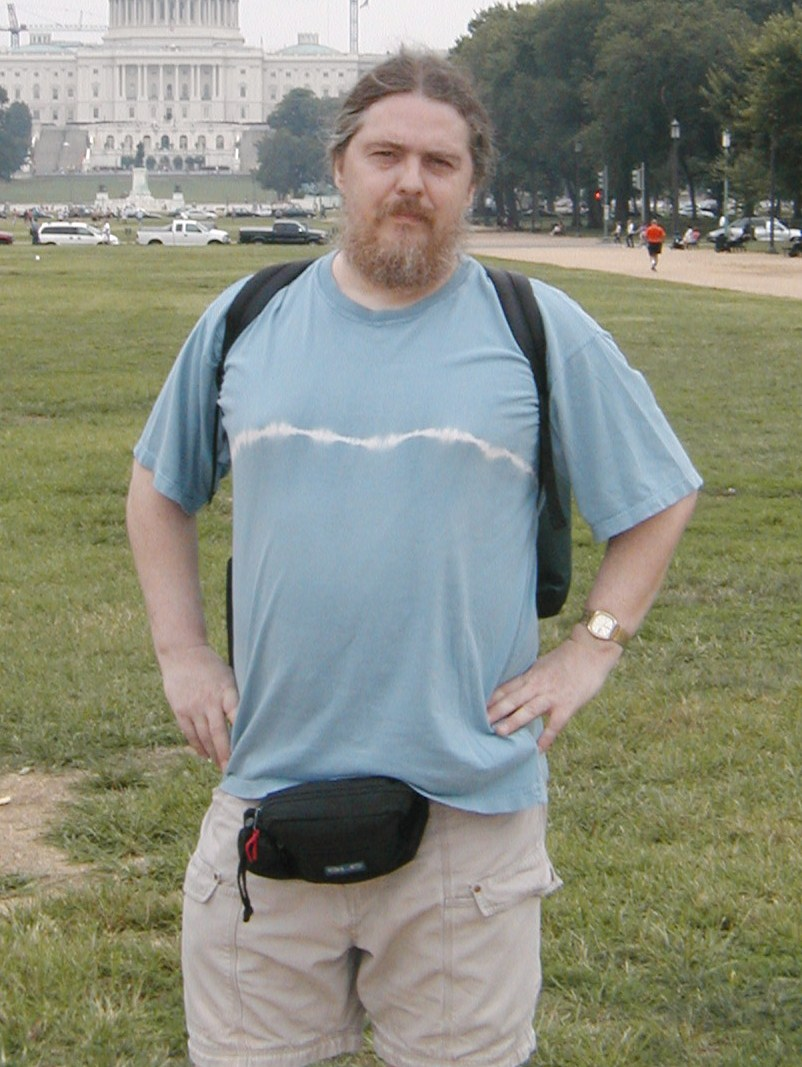
N. Robin Crossby, 2004

Nick Robin Crossby (* 18. Mai 1954 in London; † 23. Juli 2008 in Coquitlam, British Columbia) war ein kanadischer Spieleautor. Er war der Autor der Fantasy-Spielwelt HârnWorld und des Pen-&-Paper-Rollenspiels HârnMaster sowie Gründer des Verlags Keléstia Productions.

## Leben
Robin Crossby wurde am 18. Mai 1954 als drittes von vier Kindern seiner walisisch-englischen Eltern in London geboren. 1968 wanderte er mit seinen Eltern und zwei seiner Geschwister nach Vancouver in Kanada aus. Dort machte er einen Associate Degree in Philosophie. Später heiratete er und zog mit seiner Frau Sharon nach Maple Ridge, wo er bis zu seinem Tod lebte. Aus der Ehe gingen drei Töchter hervor. Im Januar 2006 wurde bei Crossby ein Liposarkom im Bauchraum diagnostiziert. Operationen und mehrere Chemotherapien brachten zwischenzeitliche Besserung, blieben aber letztlich erfolglos. Am 23. Juli 2008 erlag er seinem Krebsleiden in einem Hospiz in Coquitlam, nahe Maple Ridge.

## Hârn
Schon als Kind in den Londoner Jahren begann Robin Crossby zusammen mit seinen Geschwistern Rollenspiele zu spielen. Ein weiteres frühes Hobby, das sich auf seinen späteren Beruf auswirken sollte, war das Entwerfen und Zeichnen von fiktiven Landkarten. Mitte der 1970er Jahre fing Crossby an, Teile seiner selbst geschriebenen Rollenspielregeln in Zeitschriften zu veröffentlichen. 1983 veröffentlichte er in Zusammenarbeit mit dem (zu dieser Zeit kanadischen) Spielverlag Columbia Games die erste Auflage von HârnWorld. Drei Jahre später folgte die Veröffentlichung seines Rollenspielsystems HârnMaster. Bis zum Jahr 2003 machten Crossby und Columbia Games gemeinsam zahlreiche weitere Veröffentlichungen zu HârnWorld und HârnMaster. 2003 trennten sich Crossby und Columbia Games im Streit und Crossby begann Material unter seinem eigenen Label Kelestia Productions zu veröffentlichen. Der Streit um das Urheberrecht an HârnWorld- und HârnMaster-Veröffentlichungen wurde bis zum Tod Crossbys 2008 nicht beigelegt.